# Josep Regordosa
Josep Regordosa fill d'Igualada, fou un mestre de capella català.
El 1775 assumí de forma interina, en qualitat de substitut de Josep Carcoler, el magisteri de Sant Esteve d'Olot, càrrec que exercí fins al 1788. Durant aquella època oposità al magisteri de Torroella de Montgrí, però no ho aconseguí. Durant la seva estada a Olot va tenir certes desavinences amb els administradors de les capelles per un tema de puntualitat a l'hora de cobrar les mensualitats. Regordosa es negà a dirigir el cor en les litúrgies, la cantoria i els ministrers fins que no fos pagat. Va formar un bon estol d'escolans entre ells, Ignasi Roca, Joan Palol i Josep Bilaró. Fou mestre i organista de la basílica d'Igualada entre 1789-1804 i 1819-1820.
Es conserven obres de Regordosa als fons musicals SEO (Fons de l'església parroquial de Sant Esteve d'Olot), TarC (Fons de la catedral de Tarragona) i SMI (Fons de la basílica de Santa Maria d'Igualada).